# Нови културни покрет
Нови културни покрет (упрош: 新文化运动; трад: 新文化運動; пин: Xīn Wénhuà Yùndòng) био је покрет у Кини 1910-их и 1920-их који је критиковао класичне кинеске идеје и промовисао нову кинеску културу засновану на западним идеалима попут демократије и науке. Настао из незадовољства традиционалном кинеском културом након неуспеха Републике Кине да реши кинеске проблеме, у њему су учествовали научници као што су Чен Дусју, Цај Јуенпеј, Чен Хенгџе, Ли Даџао, Лу Сјуен, Џоу Цуожен, Хе Дунг, Ћен Сјуентунг, Лију Баннунг, Бинг Син и Ху Ши, многи класично образовани, који су водили побуну против конфуцијанизма. Покрет је промовисао:
- Књижевност написану на говорном језику
- Крај патријархалне породице у корист слободе појединца и ослобођења жена
- Став да је Кина нација међу нацијама, а не јединствена конфуцијанска култура
- Преиспитивање конфуцијанских текстова и древних класика применом савремених текстуалних и критичких метода анализе текста (Школа скептицизма антике)
- Демократске и егалитарне вредности
- Оријентацију ка будућности, а не према прошлости

Нови културни покрет је био претеча покрету познатом као „Покрет 4. маја”. Четвртог маја 1919. године пекиншки студенти протестовали су против Париске мировне конференције због преноса немачког права над Шандунгом на Јапанско царство, а не на Кину. Нови културни покрет тако је еволуирао од културног покрета у политички покрет.

## Историја
Два главна центра књижевности и интелектуалне активности били су Пекинг, дом Универзитета у Пекингу и Универзитета Ђингхуа, и Шангај са својим цветајућим издавачким сектором. Оснивачи Новог културног покрета окупили су се на Универзитету у Пекингу, где их је регрутовао Цај Јуенпеј када је постао канцелар. Чен Дусју као декан и Ли Даџао као библиотекар заузврат су регрутовали водеће личности као што су филозоф Ху Ши, учењак будизма Љанг Шуминг, историчар Гу Ђеганг и многи други. Чен је 1915. основао часопис Нова Младост, који је постао најистакнутији међу стотинама нових публикација за нову јавност средње класе. Нови културни покрет појавио се након што је Чен Дусју објавио своје препоруке о томе каква би културна модерност требало да буде двадесетих година 20. века.
Јуен Шикај, који је наследио део војске династије Ћинг након њеног распада 1911. године, покушао је да успостави ред и јединство али није успео да заштити Кину од Јапана, а такође није успео ни у покушају да се прогласи царем. Када је умро 1916. године, пад традиционалног поретка чинио се завршеним и интензивно се трагало за заменом која би ишла дубље од промена претходних генерација, што је донело нове институције и нове политичке форме. Одважни лидери позвали су на нову културу.
Значајна књижевна установа, издавачке куће, часописи, књижевна друштва и универзитети пружили су основу за активну књижевну и интелектуалну сцену током следећих деценија. Часопис Нова Младост, који је био водећи форум за расправу о узроцима кинеске слабости, кривио је конфуцијанску културу. Чен Дусју је позвао да се „господин Конфуције” замени са „господин наука” (賽先生; 赛先生; sài xiānsheng) и „господин демократија” (德先生; dé xiānsheng). Следећи исход била је промоција писаног говорног кинеског језика (白话文) над књижевним или класичним кинеским језиком. Ху Ши је прогласио да „мртви језик не може створити живу књижевност”. У теорији, нови формат омогућавао је људима са мало образовања да читају текстове, чланке и књиге.
Оптужио је да књижевни, или класични кинески језик, који је био писани језик пре покрета, разумеју само учењаци и званичници (иронично је да је нови народни језик садржавао многе стране речи и јапанске неологизме (Wasei-kango), што га је отежавало за многе да читају). Учењаци, попут Џао Јуенжена, започели су проучавање кинеског језика и дијалеката користећи алате западне лингвистике. Ху Ши је био међу учењацима који су користили текстуалну студију Сна у црвеном павиљону и других народних прича као основу за национални језик. Књижевна друштва попут Друштва полумесеца су цветала.
Број објављених књига овог доба био је огроман, а многи писци који су се касније прославили (попут Мао Дуен, Лао Ше, Лу Сјуен и Бинг Син) објављивали су своја прва дела. На пример, Лу Сјуенови есеји и кратка фикција створили су сензацију осуђивањем конфуцијанске културе. Дневник једног лудака је имплицирао да је кинеска традиционална култура била канибалистичка, а Истинита прича о А Q показала је типичне Кинезе као слабе и самообмањујуће. Заједно са овим покрету су се музиком придружили и музичари попут Јин Циџунга.
Лидери покрета и њихове присталице сада су Кину видели као нацију међу нацијама, а не као културно јединствену. Велики број западних доктрина постао је модеран, посебно они који су појачали културну критику и импулсе стварања нације. Социјалдарвинизам, који је био утицајан од краја деветнаестог века, посебно је обликовао Лу Сјуена, међу многим другима, а допуњавао га је готово сваки „изам” света. Цај Јуенпеј, Ли Шиценг и Ву Џихуеј развили су кинеску врсту анархизма. Они су тврдили да је кинеско друштво морало проћи кроз радикалне друштвене промене пре него што би политичке промене имале значаја. Прагматизам Џона Дјуија постао је популаран, често делима Ху Шија, Ђанг Менглина и Тао Сингџија.
Дјуи је стигао у Кину 1919. године, а следећу годину провео је предавајући. Предавања Бертранда Расела су такође била добро прихваћена. Лу Сјуен је био повезан са Ничеовим идејама, које су такође пропагирали Ли Шицен, Мао Дуен и многи други интелектуалци тог доба.
Лидери Новог културног покрета, често под утицајем анархистичког програма, промовисали су феминизам, чак и слободну љубав, као напад на традиционалну породицу, мењајући услове према којима су следеће генерације развијале друштво. Конкретније, покрет је заменио сексуалност у односу на традиционалну кинеску идеју сродничког положаја. Ова замена је основа индивидуалистичких теорија које су настале током ове ере. Међу феминистичким писцима била је и Динг Линг.

## Развој и крај покрета
Покрет 4. маја 1919. у почетку је ујединио вође, али убрзо је дошло до расправе и разлаза због улоге политике. Ху Ши, Цај Јуенпеј и други либерали апеловали су на студенте који демонстрирају да се врате студијама, али Чен Дусју и Ли Даџао, фрустрирани неадекватношћу културних промена, позвали су на радикалнију политичку акцију. Искористили су своје позиције наставничког особља Пекиншког универзитета за организацију марксистичких студијских група и првог састанка Кинеске комунистичке партије.
Ли Даџао је тражио „основна решења”, али Ху Ши је то критиковао као апстрактно, позивајући на „више проучавања питања, мање проучавања изама”. Млађе присталице које су пратиле Лија и Чена у организованој политици укључују и Мао Цедунга.
Други студенти послушали су позив Ху Шија да се врате на студије. Нови приступи обликовали су учење за следећу генерацију. На пример, историчар Гу Ђеганг пионир је примене Нове историје коју је проучавао на Универзитету Колумбија на класичне кинеске текстове у Покрету скептицизма антике. Гу је такође инспирисао своје студенте у проучавању кинеских народних традиција које су конфуцијански учењаци игнорисали или одбацили. Образовање је било високо на дневном реду Нове културе. Цај Јуенпеј је био на челу Новог образовног друштва, а студенти универзитета придружили су се Покрету масовног образовања Џејмса Јена и Тао Сингџија који је промовисао писменост као темељ за шире политичко учешће.

### Новинарство и јавно мњење
Кинеско новинарство модернизовано је двадесетих година прошлог века према међународним стандардима, захваљујући утицају Новог културног покрета. Улоге новинара и уредника биле су професионализоване и постале су престижне каријере. Пословна страна је добила на значају и са већим нагласком на рекламирање и комерцијалним вестима, главне новине, посебно у Шангају, одмакли су се од заговарачког новинарства које је карактерисало револуционарни период 1911. године. Изван главних центара национализам који се промовисао у градским дневним новинама није био толико препознатљив као локализам и културализам.
Индијски нобеловац Рабиндранат Тагор одржао је бројна предавања у Кини 1924. године. Тврдио је да би Кина могла наићи на невоље интегришући превише западне цивилизације у кинеско друштво. Упркос Тагоровим напорима, западни идеали били су главне компоненте Новог културног покрета. Демократија је постала витално средство за оне који су фрустрирани нестабилним стањем Кине, док је наука постала кључни инструмент за одбацивање „таме незнања и празноверја”.
Укратко, интелектуалци Нове културе заговарали су и расправљали о широком спектру космополитских решења која су укључивала науку, технологију, индивидуализам, музику и демократију, остављајући будућности питање која организација или политичка моћ могу да их изврше. Антиимперијалистичко и популистичко насиље средином 1920-их убрзо је преплавило интелектуално истраживање и културу Нове културе.

## Евалуације и промене ставова
Традиционални историчари сматрали су Нови културни покрет револуционарним прекидом феудалне мисли и друштвене праксе и семеном револуционарних вођа који су створили Комунистичку партију Кине и основали Народну Републику Кину 1949. године. Мао Цедунг је написао да је Покрет 4. маја „означио нову етапу кинеске буржоаско-демократске револуције против империјализма и феудализма” и тврдио да се „снажни табор појавио у буржоаско-демократској револуцији, табор који су чиниле радничка класа, студентске масе и нова национална буржоазија.”
Историчари на западу су такође видели тај покрет као обележавање прекида између традиције и модерности, али последњих деценија кинески и западни историчари често тврде да промене које су промовисали лидери Нове културе вуку корене уназад неколико генерација и да стога нису оштар прекид са традицијом, која је у сваком случају била прилично разнолика, колико и убрзање ранијих трендова.. Истраживања током последњих педесет година такође сугеришу да су, иако су радикални марксисти били важни у Новом културном покрету, постојали многи други утицајни лидери, укључујући анархисте, конзервативце, хришћане и либерале.
Поновна процена, иако не оспорава високу процену мислилаца и писаца тог периода, не прихвата њихову слику о себи као културних револуционара.
Други историчари даље тврде да Маова комунистичка револуција није, како је тврдила, испунила обећање о Новој култури и просветитељству, већ је изневерила свој дух независног изражавања и космополитизма. Ју Јингши, ученик новог конфуцијанца Ћен Муа, недавно је бранио конфуцијанску мисао против осуде Нове културе. Образложио је да касна царска Кина није била стагнирајућа, ирационална и изолована, услови који би оправдавали радикалну револуцију, већ да су касни мислиоци Ћинга већ искористили креативни потенцијал Конфуција.
Сју Ђилин, шангајски интелектуалац који одражава либералне гласове, сложио се са ставом традиционалних историчара да је Покрет нове културе корен Кинеске револуције, али је исход вредновао другачије. Интелектуалци нове културе, рекао је Сју, видели су сукоб између национализма и космополитизма у својој борби да пронађу „рационални патриотизам”, али је космополитски покрет 1920-их замењен „новим временом национализма”. Попут „дивљег коња”, наставио је Сју, „џингоизам, једном разуздан, више се није могао обуздати, постављајући тако темеље за коначне исходе историје Кине током прве половине двадесетог века”.